# Stereo (雑誌)
stereo(ステレオ、現在のタイトル表記はアルファベットの小文字）は、音楽之友社が発行するオーディオ専門の月刊誌である。
創刊は1963年6月。セパレート型ステレオが発売されるとともに、二束三文のジャンク品からオルトフォンのカートリッジ、タンノイのスピーカー、マッキントッシュのアンプなど、パーツまたはユニットと呼ばれる様々な部品が、秋葉原に出回り始めた頃である。
オーディオ新製品の評価、使いこなしやアクセサリーの特集、演奏評に加え録音評のある新譜案内、音楽とオーディオにまつわる評論、随筆など、幅広い音楽ジャンルと内外のオーディオ製品をカバーし、広い層にアピールする雑誌でいる。かつては毎年一回、長岡鉄男設計のスピーカー工作をフィーチャーした号があり、群を抜いた販売を記録していた。
近年では特別号として小冊子だけでなく、特別付録が添付され（例・小口径のフルレンジスピーカーユニット、小型真空管アンプ組立キット、小型D/Aコンバーター基板キット、小型デジタルアンプ基板キット、音楽録音専用ノーマルポジション用カセットテープ「マクセル UD60FM」等）、場合によっては価格が最高で約2万円台になる場合もある。